# Sponslätt en Saltebro
Sponslätt en Saltebro (Zweeds: Sponslätt och Saltebro) is een småort in de gemeente Tanum in het landschap Bohuslän en de provincie Västra Götalands län in Zweden. Het småort heeft 78 inwoners (2005) en een oppervlakte van 20 hectare. Eigenlijk bestaat het småort uit twee plaatsjes: Sponslätt en Saltebro.